# ليلي ماكيلروي
ليلي ماكيلروي (بالإنجليزية: Lilly McElroy)‏ هي مصورة أمريكية، ولدت في 1980 في ويلكوكس في الولايات المتحدة.